# Масерије (Беневенто)
Масерије је насеље у Италији у округу Беневенто, региону Кампанија.
Према процени из 2011. у насељу је живело 21 становника. Насеље се налази на надморској висини од 327 м.